# Zinkguss

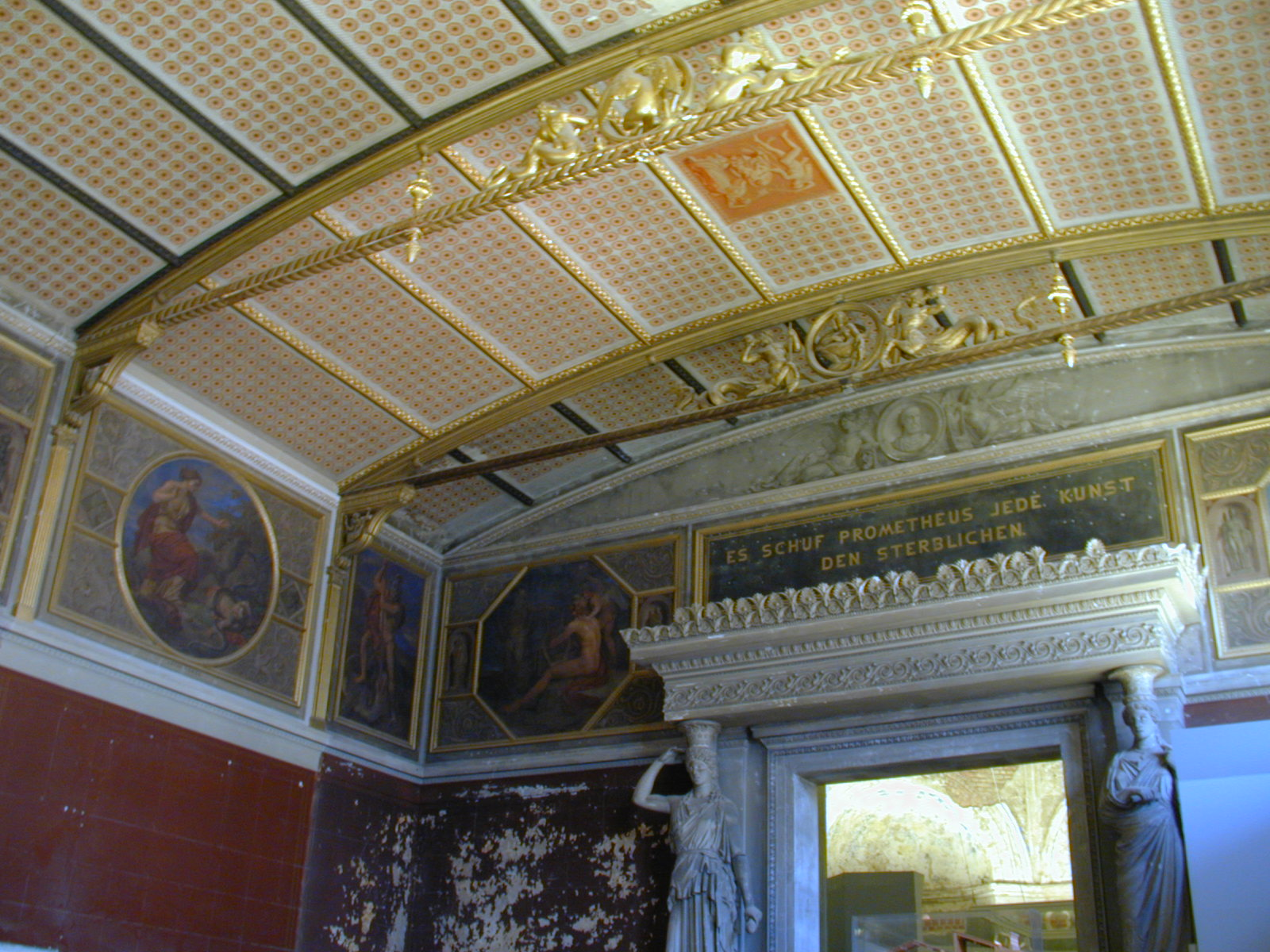
Vergoldete Bogenträger aus Zinkguss im Niobidensaal des Neuen Museums in Berlin

Zinkguss (gegossenes Zink in verschiedenen Legierungen) ist ein Begriff für ein Material bzw. eine künstlerische Technik in der Architekturornamentik und Plastik vorwiegend der Mitte des 19. Jahrhunderts.

## Geschichte
Wesentlich trug zur Einbürgerung des Zinks die Entdeckung von Sylvester und Hobson 1805 bei, dass Zink, auf 100 °C erhitzt, seine Sprödheit verliert. Die Zinkproduktion wurde aber erst möglich, nachdem Anfang des 19. Jahrhunderts die Zinkdestillation von William Champion in Bristol, von Christian Ruberg in Schlesien und von Jean-Jacques Dony in Lüttich (gleichzeitig und unabhängig voneinander) entwickelt worden war. Das zuvor bestehende Problem war, dass bei der Verhüttung Zink nicht flüssig, sondern in Form von Zinkdämpfen entstand, die sich mit Luftsauerstoff zu staubförmigem Zinkoxid verbanden. Die entstehenden Zinkdämpfe wurden bei der Zinkdestillation nun unter Luftabschluss kondensiert (Zinkreduktionsofen).
Bereits um 1900 waren in bürgerlichen Haushalten kleine Statuetten aus Zinkguss beliebt, zu deren Herstellung vorwiegend die Zink-Aluminium-Legierung Zamak verwendet wurde (etwa 4 % Aluminium, mit Zusätzen von bis zu 1 % Kupfer und etwa 0,05 % Magnesium). Zamak erinnert in Farbe und Glanz an Bronze. Die Stolberger Firma Kraus, Walchenbach & Peltzer bot damals in ihrem Musterkatalog über 5000 unterschiedliche Modelle Zinkornamentik an.
Großvolumigere Zinkornamentik wurde im sogenannten „Sturzgussverfahren“ hergestellt: Nach dem Einfüllen des heißen flüssigen Zinks in eine kalte Form aus Metall kam es an der Kontaktschicht mit deren kalter Wand zum Erstarren der Zinkschmelze. Wenn die Form sogleich umgestürzt wurde, floss die verbliebene, im Innern noch flüssige Schmelze ab und es ergab sich ein Hohlkörper, der außen die gewünschte Form aufwies.
Anfang des 19. Jahrhunderts kam es in den Zinkhütten Oberschlesiens aufgrund von Überproduktion zu einem scharfen Wettbewerb und dadurch bedingten ruinösen Preisverfall für dieses Metall.
Da „der Zinkguß ungleich wohlfeiler als Sandsteinarbeit und Eisenguß [ausfällt] und zugleich recht dauerhaft ist“ und um die Zinkindustrie zu unterstützen, setzte der innovative preußische Architekt und Geheime Oberbaurat Karl Friedrich Schinkel Zink als Material insbesondere für großformatige Zierelemente an den von ihm entworfenen Bauten ein. Bis zum Ende der 1830er Jahre wurde Zinkguss jedoch lediglich für die Herstellung dieser architektonischen Verzierungen genutzt.
1826 setzte der „Verein zur Beförderung des Gewerbefleißes in Preußen“ auf die Auffindung einer Massenanwendung des Zinks einen Preis aus, und infolge dieser Anregung zeigte Krieger 1833 die Verwendbarkeit des Zinks auch zu Hohlguss aller Art. 1837 entwickelte Moritz Geiß, ein Berliner Eisengießereibesitzer, der bereits seit Ende der 1820er Jahre mit der Zinkgusstechnik experimentierte, ein Verfahren, um vollplastische Figuren aus Zinkguss herzustellen.

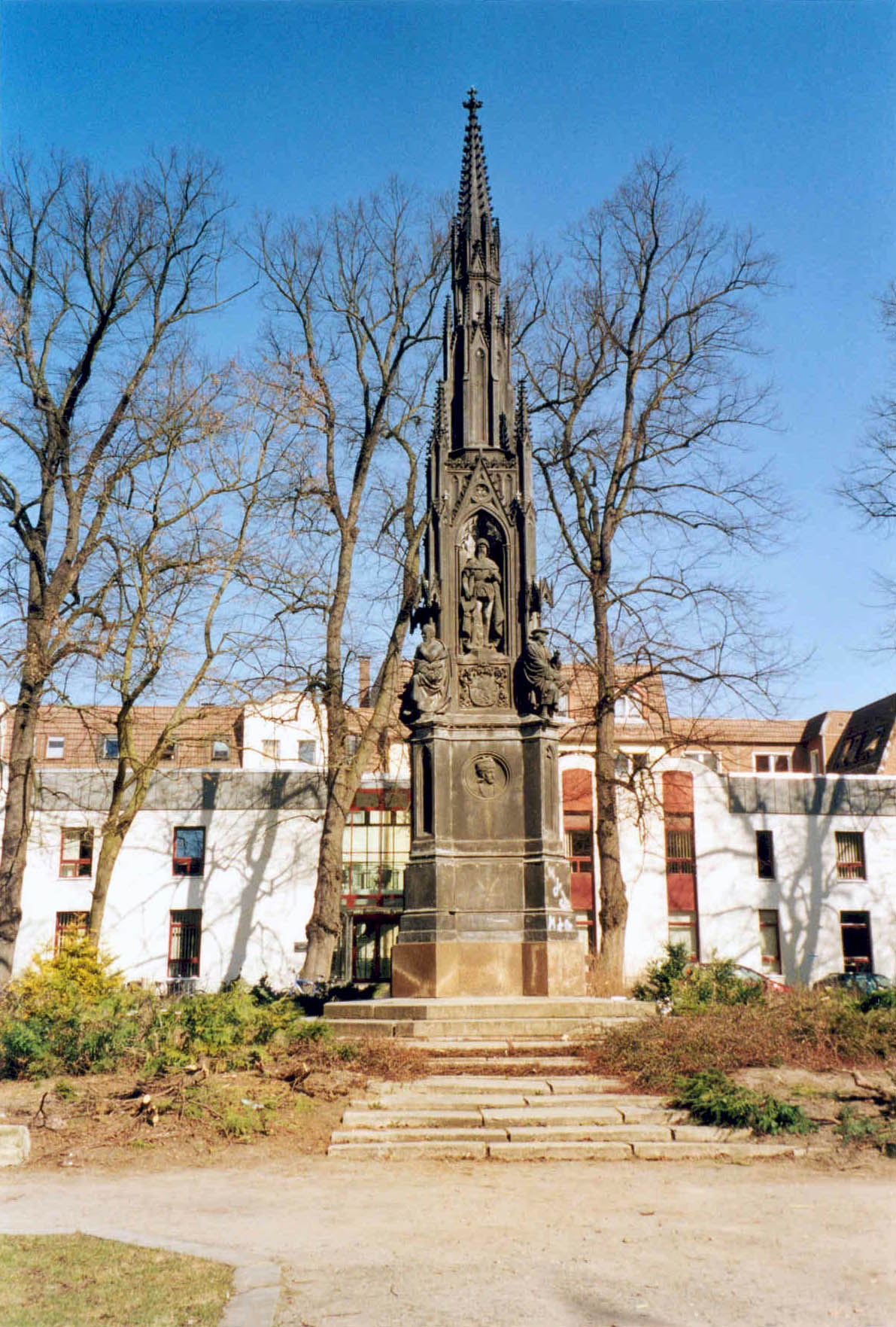
Das Rubenow-Denkmal in Greifswald: größtes freistehendes neugotisches Denkmal in Deutschland aus galvanisch bronziertem Zinkguss

Diese Umstände und Schinkels Protektion führten bald (insbesondere in Berlin) zur Herstellung zahlreicher (oft vergoldeter, manchmal auch durch galvanische Verkupferung bronzierter) Architekturstücke, Firstgalerien, Säulen, Ornamenten, Kronleuchter, Straßenschilder und Figuren (durch Besandelung edlen Naturstein vortäuschend) aus Zinkguss.
Zinkguss wurde in der Architektur insbesondere des Historismus in der Mitte des 19. Jahrhunderts insbesondere für Ornamente und Verkleidungen eiserner Tragkonstruktionen beliebt, da erfahrungsmässig feinere Ornamente an solchen großen Constructionstheilen aus dem [Eisen]-Guss sehr unrein und unvollkommen hervorgehen.
Selbst als Ersatz für filigrane Holzschnitzereien setzte man im Bauwesen Zinkguss ein. Die dekorativen Kapitelle der Fensterschlagleisten gründerzeitlicher Berliner Häuser sind massenhaft aus diesem Material gefertigt, daher wird es heute zu Restaurierungszwecken wieder hergestellt.
In der Kleinplastik diente Zinkguss als, allerdings leicht zerbrechliches und kurzlebigeres, Ersatzmaterial für den teureren Bronzeguss. Die imitierende galvanische Verkupferung oder Bronzierung musste bei diesem Material bisweilen erneuert werden. Selbst für den Aufbau meterhoher Objekte, wie Monumentalvasen und Standbilder, wurde Zinkguss eingesetzt.
Bei der Herstellung von Pendeluhren war vergoldeter Zinkguss damals ebenso verbreitet. Die Lampenindustrie setzte den Zinkguss zur Massenherstellung von Lampenfüßen ein.
Von Berlin aus verbreitete sich das neue Verfahren rasch über ganz Deutschland und darüber hinaus.
So sind die berühmten Schlösser von König Ludwig II. in Herrenchiemsee und Linderhof reich mit Figuren und Architekturornamentik aus Zinkguss versehen, der auch farbig gefasst, gesandelt oder vergoldet wurde.
Bedeutende Zinkgießereien waren Moritz Geiß (produzierte seit etwa 1840 Kopien antiker Bildwerke sowie Architekturornamente in klassischen und zeitgenössischen Stilformen) und Siméon Pierre Devaranne in Berlin.
In den Jahren nach dem Zweiten Weltkrieg verschwanden viele aus Zinkguss bestehende Bauornamente, da das Buntmetall Zink Mangelware war und einen hohen Preis erzielte.
Heute werden etwa 6 % des Zinkeinsatzes in Form von Legierungen im Zinkguss (fast ausschließlich Zinkdruckguss) weiterverarbeitet.

## Verwendungsbeispiele in Architektur und Bildhauerei
(kleine Auswahl)

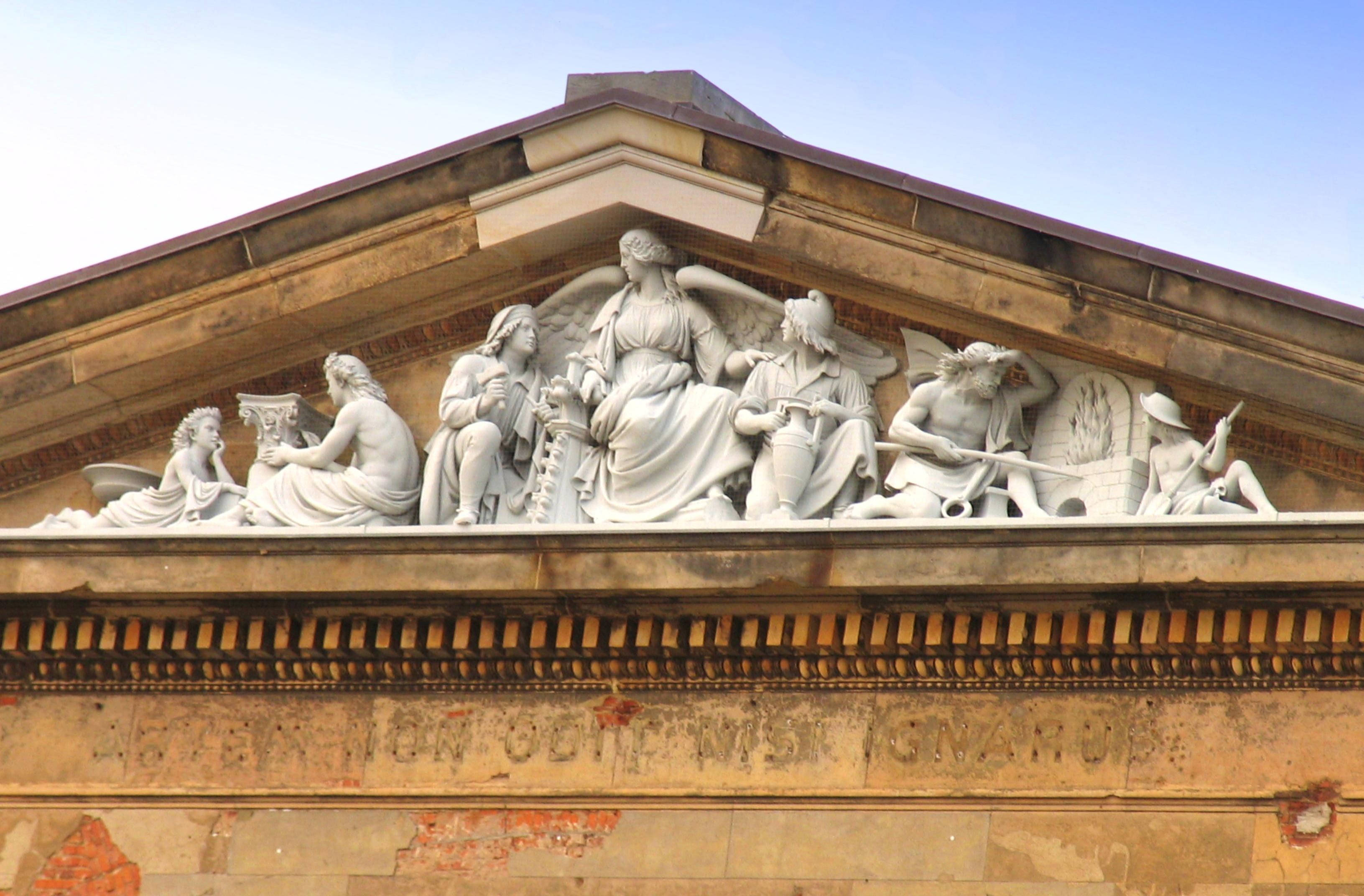
Zinkgussrelief in Marmoroptik: „Die Kunst unterweist Industrie und Kunstgewerbe“ von August Kiß im westlichen Tympanon des Neuen Museums in Berlin, 1862

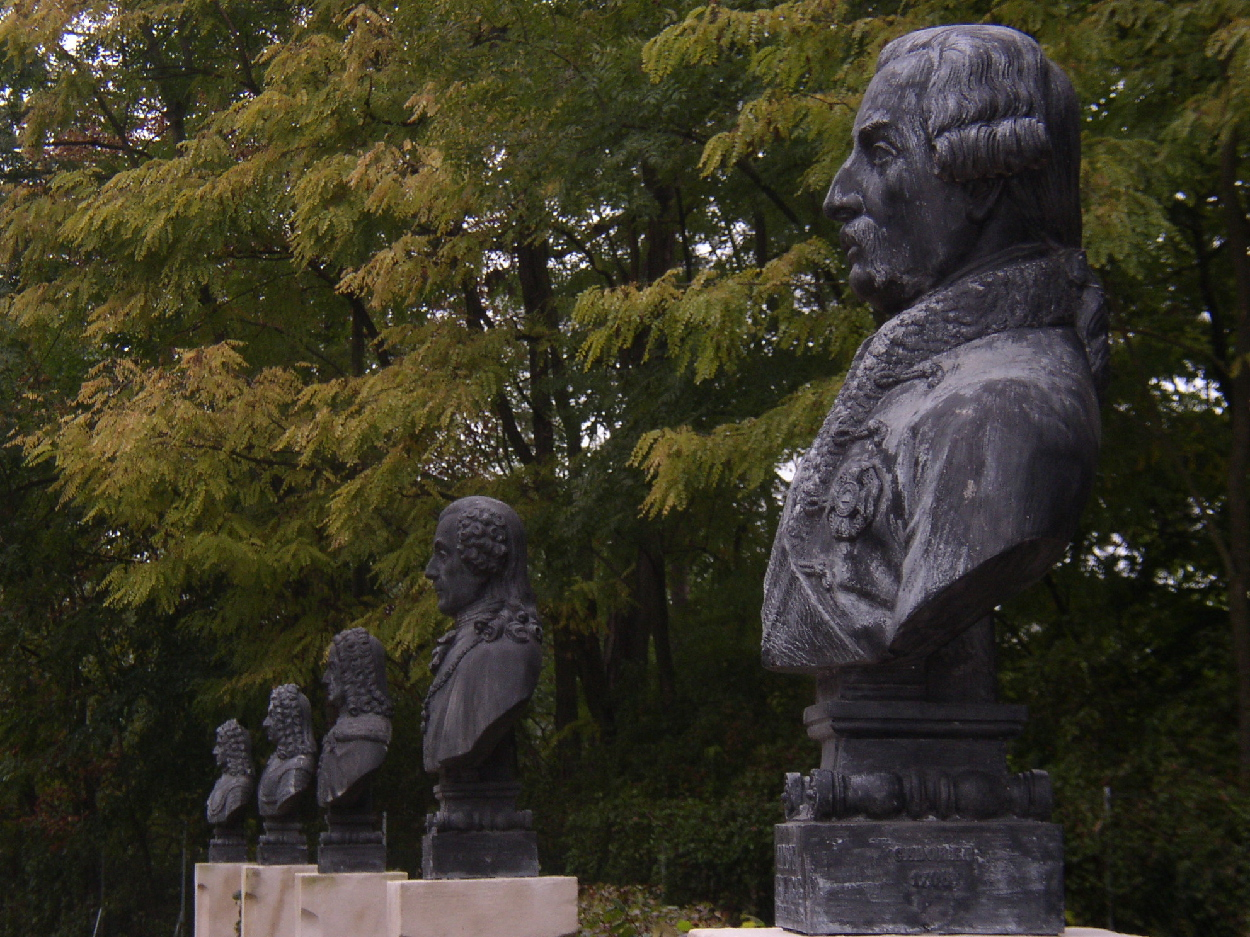
Büsten aus Zinkguss in der Heldenallee der Gedenkstätte Heldenberg.

- Zwei über 2,5 Meter hohe 850 Kilogramm schwere Monumentalvasen aus Zinkguss, nach einem Entwurf von Ludwig Ferdinand Hesse, stehen seit 1862 auf der mittleren Terrasse des Orangerieschlosses im Park Sanssouci in Potsdam.
- Drachenplastiken am Pagodendach des Drachenhauses auf dem Klausberg, nördlich des Parks Sanssouci.
- Die Säulen, des um das Kirchenschiff laufenden Arkadengangs der Heilandskirche am Port von Sacrow, haben einen Palmettenring aus Zinkguss.
- Sechs Apostelstatuen (Andreas, Matthäus, Judas Thaddäus, Johannes, Philippus, Bartholomäus) von August Wredow auf dem Dom von Helsinki
- Fast alle Statuen und Büsten (165 von 169) der Gedenkstätte Heldenberg im Schlosspark Wetzdorf bei Heldenberg, Niederösterreich.
- Zahlreiche Zinkgussteile, teilweise vergoldet, wurden beim Bau des Neuen Museums in Berlin verwendet.
- Monumentale Pegasoi und Musen am Alten Museum in Berlin
- Zinkgussreliefs am Altar der Potsdamer Nikolaikirche (1836–1837 von August Kiß, nach Entwurf von Schinkel)
- „Justitia“-Figur am Giebel des Rathauses in Ingolstadt, von Lorenz Gedon
- Fassaden- und Brunnenfiguren am Schloss Linderhof
- Attikafiguren im Ehrenhof von Schloss Herrenchiemsee
- Plastiken und Ziervasen im Schlosspark Neustrelitz
- Plastiken der Kalvarienbergszene von 1906 in Biberbach

## Zinkdruckguss

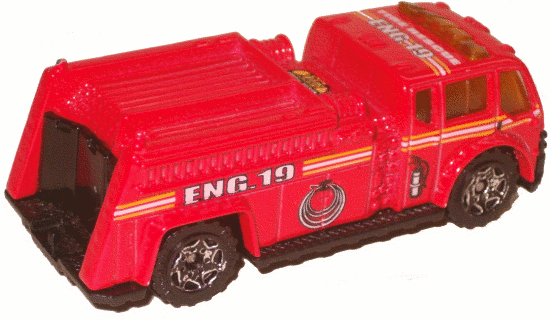
Matchbox-Feuerwehrauto aus Zinkdruckguss

Im Gegensatz zum früheren Sturzgussverfahren wird bei diesem, heute fast ausschließlich angewandten Verfahren nicht die Hohlform bewegt, sondern die flüssige Zinklegierung unter Druck in die feststehende Form gepresst.
Zahlreiche Spielzeuge, zum Beispiel die bekannten Matchbox-Modellautos oder Modelleisenbahnfahrzeuge, aber auch Gebrauchsgegenstände wie Reißverschlüsse, wurden und werden im Zinkdruckgussverfahren hergestellt, heute oft in Verbindung mit Kunststoffteilen.

## Schäden und Restaurierung
Reines Zink ist ein stark glänzendes und relativ korrosionsresistentes Metall (Verwendung verzinkter Gießkannen, Eimer, Wannen usw.).
Unter Einfluss von Luftfeuchtigkeit bildet sich eine graue Patina aus Zinkcarbonat, die zunächst einen gewissen Korrosionsschutz bietet.
Unter bestimmten Bedingungen kann sich Weißrost als Korrosionsprodukt auf Zinkoberflächen bilden.
Historische Zinkguss-Objekte, besonders wenn sie wechselnden Temperaturen, kalter und feuchter Witterung ausgesetzt sind, werden jedoch – abhängig auch von herstellungs- und verarbeitungstechnischen Besonderheiten (Verlötung von Nähten), oft vom Zinkfraß befallen, wobei an der Oberfläche Aufblühungen und Blasen sowie Spannungsrisse auftreten. Dieser Vorgang lässt sich im Prinzip nicht stoppen.
Zur Erforschung der Konservierungsmöglichkeiten wurde ein Gemeinschaftsprojekt des Bayerischen Landesamtes für Denkmalpflege und der Stiftung Preußische Schlösser und Gärten Berlin-Brandenburg, gefördert von der Deutschen Bundesstiftung Umwelt, gegründet.

### Historische Literatur, Vorlagenwerke
- Simeon Pierre Devaranne (Hrsg.): Plastische Zinkguss-Arbeiten nach Entwürfen und Modellen bewährter Baumeister, Bildhauer und Zeichner unserer Zeit; sowie nach antiken Sculpturen und älteren und neueren Kunstwerken geformt und ausgeführt in der Zinkgiesserei für Kunst und Gewerbe, 6 Bände, Berlin: Sachse, 1847ff.
- Moritz Geiß (Hrsg.): Zinkguss-Ornamente nach Zeichnungen von Schinkel, Stüler, Persius, Schadow, Strack, Knoblauch, Stier und anderen, sowie Statuen und Sculpturen nach antiken und modernen Modellen ausgeführt und gegossen in der Zinkgiesserei für Architectur von M. Geiss in Berlin: in genauen Abbildungen nach dem Maasstabe, zum Gebrauch für Architecten, Bauhandwerker und alle der Ornamentik Beflissene. 21 Bände, 1. Aufl. Lüderitz, Berlin 1844–1852, 2. Aufl. Ernst & Korn, Berlin 1863.
- F. Kahle: Architektonische und plastische Verzierungen, Ornamente, Kirchengeraete, Statuen und Skulpturen nach Zeichnungen von Stueler, Persius, Hesse, Strack, v. Arnim, Haeberlin, Gottgetreu u. a. bestehend aus Akroterien, Palmetten, Rosetten, Vasen, Kapitaelen, Saeulen, Modellons, Konsolen, Gittern, Reliefs und Monumenten in Zinkguss ausgefuehrt von F. Kahle in Potsdam, 3 Hefte, 1856
- M. Czarnikow: Modell-Ansichten sowie Preis-Angaben der Kunst-Stein-Giesserei und Zinkguss-Anstalt von Czarnikow in Berlin, Berlin, 1865
- Die Kunstindustrie in Berlin: eine Sammlung der vorzüglichsten Erzeugnisse in Metall, Thon, Holz und Stein, aus hiesigen Fabriken und Werkstätten: nach dem Originalen gezeichnet. Lieferung 1, Enthaltend Zinkguss Ornamente aus der Fabrik des Herrn Lippold, Berlin, 1856
- M. Le Brun, Theodor Raetz: M. Lebrun's Handbuch für Klempner und Metallwaarenfabrikanten sowie für Werkstätten von Gas- und Wasserleitungsanlagen: enthaltend die Beschreibung und Bearbeitung der Metalle, die geometrischen Schnittzeichnungen, die Erklärung der verschiedenen Arbeiten und Werkzeuge; die Grundsätze der Beleuchtungskunst; Abbildungen und Beschreibung der neusten Lampen, Thee- und Kaffee-Maschinen, Petroleum-Kochapparaten, Laternen, Vogelbauer, Vasen, Springbrunnen, Akroterien, Konsolen, Balustraden, Dachfenster u. a. Bauverzierungen aus Zinkguß oder gepreßtem Zinkblech ... [Manuel du ferblantier et du lampiste, ou l'art de confectionner en fer blanc tous les ustensiles possibles (dt.)], 7., gänzlich umgearb., mit den neuesten Erfindungen und Verbesserungen verm. Aufl., Weimar 1876. Reprint: Hannover: Edition „libri rari“ im Verl. Th. Schäfer, 1997, (Neuer Schauplatz der Künste und Handwerke, 53; Klassische Lehr- und Vorlagenbücher für den Praktiker, 17), ISBN 3-88746-367-6
- Münchener Metallornamenten- und Blitzableiter-Artikel-Fabrik Lorenz Sporer: Musterbuch über architectonische und dekorative Metall-Ornamente aus Zink, Kupfer, Messingblech, Blei sowie Zinkguss, 4. Aufl., München, etwa 1905. Reprint: München, etwa 1987

### Neuere Literatur
- Sabine Hierath: Berliner Zinkguss: Architektur und Bildkunst im 19. Jahrhundert, (Letter Schriften; 15), Köln: Letter-Stiftung, 2004. Zugl.: Berlin, Techn. Univ., Diss., 2000. ISBN 3-930633-14-0.
- Sabine Hierath (Wiss. Leitung und Katalogbearb.), Generaldirektion der Stiftung Preußische Schlösser und Gärten, Berlin-Brandenburg (Hrsg.): Material und Möglichkeit: Zinkguß des 19. Jahrhunderts in Potsdam; Ausstellung in der Orangerie im Park von Sanssouci, 21. Juni bis 17. Juni 1997, Berlin-Brandenburg: Generaldirektion der Stiftung Preußische Schlösser und Gärten Berlin-Brandenburg, 1997.
- Peter Mottner (Hrsg.): Zinkguss: die Konservierung von Denkmälern aus Zink. Gemeinschaftsprojekt des Bayerischen Landesamtes für Denkmalpflege und der Stiftung Preußische Schlösser und Gärten Berlin-Brandenburg, gefördert von der Deutschen Bundesstiftung Umwelt, Osnabrück, (Arbeitshefte des Bayerischen Landesamtes für Denkmalpflege; 98), München: Lipp, 1999, ISBN 3-87490-695-7.
- Horst Ende: Von trügerischem Schein: manche Marmor-, Sandstein oder Bronzeplastik ist ganz einfach aus Zinkguss – ein Überblick. In: Mecklenburg-Magazin: Regionalbeilage der Schweriner Volkszeitung. Landesverl.- u. Druckges., 31, Schwerin 2000, S. 21.
- Josef Riederer, Deutsche Bundesstiftung Umwelt (Hrsg.): Korrosionsschäden an Zinkskulpturen. Bericht zum Forschungsprojekt der Deutschen Bundesstiftung Umwelt, Osnabrück, (Berliner Beiträge zur Archäometrie; 14), Berlin, Staatl. Museen zu Berlin Preußischer Kulturbesitz [u. a.], 1997, S. 5–210.
- Nicola Vösgen: Studien zum Berliner Zinkguß des 19. Jahrhunderts. Von den Anfängen bis um 1860, in: Berliner Beiträge zur Archäometrie, Bd. 14, Berlin, Staatl. Museen zu Berlin Preußischer Kulturbesitz [u. a.], 1997, S. 211–317.
- Nicola Vösgen: Berliner Zinkguß des 19.Jahrhunderts, Katalog, in: Berliner Beiträge zur Archäometrie, Bd. 14, Berlin, Staatl. Museen zu Berlin Preußischer Kulturbesitz [u. a.], 1997, S. 319–487.
- Walter Jahn: Zinkguß im 19. Jahrhundert und seine Verwendung für Pendulen, in: Jahresschrift Deutsche Gesellschaft für Chronometrie, Stuttgart, 38, 1999, S. 65–71.
- Elisabeth Vaupel: Zinkguss. Surrogatmaterial in Kunst und Architektur. In: Praxis der Naturwissenschaften – Chemie in der Schule, 53, 2004, S. 16–18.
- Sabine Spindler: Auch die Queen war begeistert: zwischen 1840 und 1870 hatte der Zinkguß seine große Zeit, in: Weltkunst, 75, 2005, No. 12, S. 56–60.
- Heinrich Fendel, Christina Achhammer, Günter Siebert: Zinkgussfiguren des 19. Jahrhunderts in Niedersachsen und ihre Fassungen, in: Berichte zur Denkmalpflege in Niedersachsen, 21, 2001, S. 142–145.
- Peter Mottner, Jörg Freitag, Wolf-Dieter Kaiser: Denkmäler aus Zinkguß: Herstellungsverfahren und Formen der Korrosion, in: Restauro, 103, Callwey Verlag, München, 1997, S. 104–107.
- dieselben: Denkmäler aus Zinkguß: Konservierende Beschichtungen im Labortest, in: Restauro, 103, 1997, S. 166–171.
- Jörg Freitag: Korrosionserscheinungen an Zinkgußobjekten des 19. Jahrhunderts, in: Technisches Kulturgut – Schutz der Metalle gegen atmosphärische Korrosion, AdR-Schriftenreihe zur Restaurierung und Grabungstechnik (Hrsg.: R. Wihr und K. Götz), Arbeitsgemeinschaft der Restauratoren, Heft 1, 1994, Seiten 31–34.